# تشارلي سبنسر
تشارلي سبنسر (بالإنجليزية: Charlie Spencer)‏ (4 ديسمبر 1899 في المملكة المتحدة - 9 فبراير 1953 ببلاكبول في المملكة المتحدة) هو مدرب كرة قدم ولاعب كرة قدم بريطاني (وحمل سابقاً جنسية المملكة المتحدة لبريطانيا العظمى وأيرلندا) في مركز الدفاع. شارك مع منتخب إنجلترا لكرة القدم. أما مع النوادي، فقد لعب مع مانشستر يونايتد ونيوكاسل يونايتد وويغان أتلتيك وTunbridge Wells F.C. ‏.

## وصلات خارجية
- تشارلي سبنسر على موقع قاعدة بيانات كرة القدم.إي يو (الإنجليزية)
- تشارلي سبنسر على موقع ناشيونال فوتبول تيمز (الإنجليزية)
- تشارلي سبنسر على موقع Soccerbase.com (مدرب) (الإنجليزية)